# Bambusa eutuldoides
Bambusa eutuldoides är en gräsart som beskrevs av Mcclure. Bambusa eutuldoides ingår i släktet Bambusa och familjen gräs. Inga underarter finns listade i Catalogue of Life.